# Manel Pousa Engroñat
Manel Pousa Engroñat, popularment pare Manel (Granada, 19 de maig de 1945 - Barcelona, 9 de setembre de 2020), va ser un sacerdot català conegut pel seu treball social especialment amb les persones que compleixen penes de presó, a les quals ajudava en el procés de reinserció, una tasca feta des de la Fundació Pare Manel, creada per ell.

## Biografia
Nascut accidentalment a Andalusia, fill de barcelonins, es va ordenar capellà a la parròquia de Sant Josep Oriol de Barcelona el 1975. Va exercir el seu ministeri a la parròquia de la Santíssima Trinitat de la Trinitat Vella i als barris de Verdun i Roquetes (districte de Nou Barris de Barcelona), on va destacar amb el treball de carrer amb presos i dirigí l'esplai de la parròquia. L'any 1982 es va afeccionar a córrer maratons i va arribar a participar en una cinquantena de curses populars amb una millor marca de 2 hores i 55 minuts. Aquesta activitat, iniciada amb la voluntat de deixar de fumar, la va haver d'abandonar per problemes als genolls.
El 2004 creà la Fundació Pare Manel per a treballar amb persones que es troben en situació de vulnerabilitat. El 2009 va rebre la Creu de Sant Jordi de la Generalitat de Catalunya i la Medalla d'Honor de Barcelona. Se'l va acusar de pagar un avortament i celebrar matrimonis homosexuals. Segons el dret canònic, aquests fets greus comporten la pena d'excomunió latae sententiae. Tanmateix, l'Arquebisbat de Barcelona va determinar que no ha incorregut en la censura d'excomunió latae sententiae "per no haver concorregut en la intenció del delicte i per no haver tingut complicitat principal en els avortaments, ja totalment decidits i duts a terme per dues noies en situació econòmica molt precària".
El 2015 va anar a la llista de Junts pel Sí per Barcelona a les eleccions al Parlament de Catalunya de 2015 i el 2017 va anar a les llistes de Junts per Catalunya per Barcelona a les Eleccions al Parlament de Catalunya de 2017.
En el món esportiu, fou soci de la Penya Blaugrana Trinitat Vella, amb la qual col·laborà amb donacions de material esportiu per als nens i ajudes econòmiques pels nens que no podien pagar les quotes.
El 9 de setembre de 2020, després d'ingressar el dia anterior amb sospites de patir COVID-19, va morir a causa d'una embòlia a l'hospital Vall d'Hebron de Barcelona.